# 会長
会長（かいちょう）は、会の責任者を指す言葉である。主に以下の3つがある

1. 株式会社における会長（英語: Chairperson）

2. 独任制で組織の最高位としての会長（英語: President）

3. 派閥等における会長（英語: Chief）

## 株式会社における会長
各国の株式会社における会長（かいちょう）は、業務執行を監督する合議体の長に与えられる役職名。
日本やアメリカ合衆国のような単層型の株式会社の場合には、取締役会会長を指す。なお、日本においては取締役会会長といっても取締役会の議事進行を行う議長であるとは限らない。東京証券取引所の『コーポレートガバナンス 白書 2021』P84-85によれば、東証に上場している企業の82.7%が社長を取締役会議長としており、会長が議長を務める上場企業は14.7%にとどまっている。コニカミノルタのように、社長・会長とは別に「取締役会議長」職を置いたり、日立製作所や東芝などのように、社外取締役を「取締役会議長」として取締役会の議事進行権を与えているケースもある。
取締役会会長は、取締役会からの委任に基づいて業務執行ラインのトップも兼ねることもあれば（この場合、日本では代表取締役会長兼CEO（最高経営責任者）や取締役兼代表執行役会長のように呼ばれることがあり、中国では公司主席和首席執行官、米国ではChairperson & CEO、イギリスではChairperson & MD、フランスではPDGのように呼ばれる）、他方で、代表権がなかったり業務執行の監督に特化し自らは業務執行を担わない例もある（この場合には、社長が第一線を退いた後に就任する単なる名誉職と見做されることもある）。従来の日本の大企業では、社長がその企業の業務執行を統括するのに対し、会長は経済団体の役員など対外的な業務に取り組むといった役割分担になっていることも多かった。業務執行の監督のトップである会長が業務執行ラインのトップを兼任することについては、効率的な経営を可能にするとの指摘もある一方で、取締役会による監督に支障が生じるのではないかという指摘もあり、コーポレート・ガバナンスの観点から様々な議論がある。
委員会設置会社における取締役会長は執行役を兼任せず、専ら取締役会の会務の掌理に専念する場合もある。
一方、ドイツのように二層型の株式会社の場合、会長とは取締役会の議長ではなく監査役会の議長（監査役会長）を指し、監査役である以上、専ら業務執行を監督する立場であって、取締役との兼任は許されない。
会長職とは別に社長（英：President）職が置かれる場合、通常、会長は社長よりも上席とされる。社長が会長に昇進する例もあれば、社長を経ずにより下位の役職（副社長や専務など）から会長に選任される例や、外部から招聘されて会長に選任される例もある。また、一時的に会長が社長を兼務する事例や、会長職を二人にしたり、副会長を置く会社も見られる。
また日本において下述の「敬称としての会長」にあるとおり、先代社長が法律上の地位と関係なく「会長」を名乗る場合があるが、この「会長」が会社における商行為・意思決定を行った場合、善意の第三者に対しては表見代理が成立する可能性が極めて高く、経営上のリスクに注意する必要がある。

## 独任制で組織の最高位としての会長
株式会社の取締役会に相当する機関として非営利法人においては理事会が置かれることが多く、この場合、理事会の議長は会長ではなく理事長と呼ばれる。
また、会長は多くの団体名の末尾に「会」がつく組織のトップの名称である。また、「連盟」「連合」などの名称の組織でも会長となる場合もある。また逆に、「○○会」という名称でありながら、代表者は「委員長」等と称する場合もある。具体例として、日本将棋連盟や日本自動車連盟、日本アマチュア無線連盟は「○○連盟」を名乗っているがトップは会長であり、逆に日本相撲協会は「○○会」という名称であるが、トップは理事長である。
また、代表者として「代表理事」や「委員長」となどの役職が置かれている場合でも、その機関の象徴としてそれらの上に実権のない会長が置かれることがある。
会長の役割はそれぞれの組織によって異なるが、基本的にはその組織の予算、人事、営業などの管理を通じて、組織を運営統括することが主な仕事である。具体的には生徒会の会長は生徒会長、自治会の会長は自治会長である。また町内会の会長は町内会長である。また、同好会の長も会長を名乗る。

## 派閥等における会長
自由民主党の派閥でも会長職を置くが、首相・閣僚や幹事長（小泉純一郎の総裁就任以降は、幹事長・総務会長・政務調査会長のいわゆる「党三役」も就任の際に派閥から退会することが慣例とされた）と派閥会長の兼任は問題があるとされることから、実質的なトップが会長職に就かないことが多い。例えば中曽根康弘の首相時代には中曽根派会長は櫻内義雄、竹下登が首相に就任して以降の竹下派会長は金丸信、森喜朗の首相時代には森派会長は小泉であった（小泉が首相になると森が会長に復帰した）。また、田中角栄は実質的な田中派のトップでありながら正式な派閥結成が首相就任後だったことから、一度も自派閥の会長職を務めたことはなかった。
一方、旧民主党のグループも会長職を置くが、自由民主党の派閥と比べると掛け持ちが容認されていたり、岡田克也のように派閥・グループに属さない実力者も多数いるなど結束が緩やかで党運営への影響力があまり大きくないことなどから会長職の扱いもそれほど厳格ではなかった。例えば鳩山由紀夫は首相に就任すると鳩山グループの会長を当時入閣していなかった大畠章宏に譲ったが、菅直人は首相に就任した際に菅グループの会長を辞してはいない（会合への出席を控えたのみで、その間は江田五月が実質的な会長代行的立場となっていた）ほか、野田佳彦が首相に就任した際は野田グループの会長に当時内閣官房長官の藤村修が就任した。

## 敬称としての会長
先代社長や創業者などに対して使われることがある。御隠居様のことである。現職の会長でなかったり、会長職が公式にはない場合、本来の意味では会長と言えないのだが、先代社長や創業者などに対して呼びかける適当な言葉が見当たらない場合、敬意を表す意味でやむなく用いられている。特に子や親類が会社の幹部となった場合には名字等で区別しにくく、また実際に先代や創業者が社長以上の実権を維持していることも多い。そのため、従業員や取引先等からすれば何らかの敬称で社長と区別する必要性も生じるため便宜的に使用する。使い方は「会長」「○○会長」「会長さん」などが多い。